# Ermengarde de Beaumont-au-Maine
Ermengarde de Beaumont-au-Maine est une noble française puis reine d'Écosse du XIIe siècle, elle est la fille de Richard Ier de Beaumont et de Luce de Laigle, et la femme de Guillaume Ier d'Écosse. 

Armes des Beaumont : chevronné d'or et de gueules de pièces.

## Biographie
Ermengarde de Baumont fut promise à Guillaume Ier d'Écosse, roi d'Écosse, par Henri II d'Angleterre, comme sa cousine, fille de Richard, vicomte de Beaumont, petit-fils d'Henri Ier d'Angleterre, leur aïeul commun. 
Pour consommer cette union, Richard et sa femme conduisirent Ermengarde en Angleterre. Henri II avait envoyé à Woodstock Baudouin d'Exeter, évêque de Cantorbéry, qui unit les fiancés dans la chapelle royale le 5 septembre 1186. 
Ermengarde reçut en douaire le château d'Édimbourg, 200 marcs de revenu et cinquante chevaliers feudataires, lit-on dans l'Histoire d'Henri II par le moine Benoît. 
Le roi Guillaume dit le Lion, soutint longtemps la lutte contre Henri II d'Angleterre, mais fut vaincu à la fin. Ermengarde survécut vingt ans à son mari, décédé en décembre 1214, années durant lesquelles elle fonda une abbaye cistercienne à Balmerino, Fife.
Elle mourut en 1234 et fut inhumée à Balmerino. Elle avait eu de Guillaume Ier quatre enfants : 
- Alexandre II ;
- Marguerite, épouse de Hubert de Burgh, comte de Kent et Justicier d'Angleterre ;
- Isabelle, épouse de Roger Bigot, 4e comte de Norfolk ;
- Marjorie, comtesse de Pembroke.

## Généalogie
La famille de Beaumont, puis de Beaumont-Brienne, domina cette région du Maine du Xe  au  XIVe siècle.

## Famille
- Henri Ier d'Angleterre
  - Mathilde, femme de Geoffroy Plantagenet
    - Henri II d'Angleterre

  - Constance, fille bâtarde
 x Roscelin de Beaumont
    - Richard Ier de Beaumont
 x Luce de Laigle
      - Raoul VIII de Beaumont
      - Guillaume de Beaumont, évêque d'Angers
      - Ermengarde de Beaumont
 x Guillaume Ier d'Écosse
      - Constance de Beaumont
 x Roger IV de Tosny
      - Pétronille de Beaumont
 x Alain Ier d’Avaugour

    - Raoul de Beaumont, évêque d'Angers

## Sources
- Alphonse-Victor Angot, « Les vicomtes du Maine », dans Bulletin de la Commission historique et archéologique de la Mayenne, 1914, no 30, p. 180-232, 320-342, 404-424 en ligne.
- (en) Rosalind K. Marshall, Scottish Queens: 1034-1714, Tuckwell Press, East Linton,  2003  (ISBN 1862322716).